# Fria liberaler i Svenska kyrkan
Fria liberaler i Svenska kyrkan, forkortes FiSK, er et socialliberalt netværk indenfor Folkpartiet.
FISK opstiller til  Svenska kyrkans kirkevalg, og netværket har været repræsenteret på kirkemøderne siden 2001. 
Indtil 12. maj 2012 var netværket kendt som "Folkpartister i Svenska kyrkan". 